# I Believe (Bon Jovi)
I Believe is een nummer van de Amerikaanse hardrockband Bon Jovi uit 1993. Het is de vijfde single van hun vijfde studioalbum Keep the Faith.
Het nummer had wereldwijd niet veel succes, en haalde in Amerika de hitlijsten niet eens. In de Nederlandse Top 40 stond het wel genoteerd, daar haalde het een bescheiden 28e positie.